# Fauna & Flora International
Fauna and Flora International (anciennement the Fauna and Flora Preservation Society), est une ONG environnementale spécialisée dans la conservation de la Nature.
Elle est fondée en 1903 par un groupe de naturalistes et hommes d'état britanniques en Afrique. Son but était de préserver l'avenir des populations de grands mammifères du Sud de l'Afrique qui avait décliné de manière alarmante à cause de la chasse excessive et de la destruction de leur habitat. Travaillant en collaboration avec les propriétaires terriens, gouvernements et chasseurs sportifs, la société contribua à l'adoption de lois sur le contrôle de la chasse dans de vastes étendues d'Afrique de l'Est et du Sud. Ensuite, elle déblaya le terrain nécessaire à la formation de parcs nationaux, comme les parcs Kruger  et Serengeti.
Considéré par de nombreux historiens comme la première société civile concernée par la conservation de la Nature, ses premiers travaux en Afrique ont été précurseurs dans   l'écotourisme. L'organisation joua aussi un rôle majeur dans la mise en place des infrastructures internationales actuelles de conservation : l'Union mondiale pour la Nature (UICN), le WWF ou la Convention sur le commerce international des espèces de faune et de flore sauvages menacées d'extinction (CITES). FFI a des membres dans plus de 80 pays.
FFI a une approche de la conservation de la biodiversité en 7 étapes :
1. Construire des infrastructures locales pour la conservation
2. Concilier les besoins humains et de diversité biologique
3. Protéger directement les espèces et habitats
4. Protéger les terres utiles pour la conservation
5. Répondre rapidement aux urgences de conservation
6. Influencer les politiques et pratique de conservation
7. Combler le fossé entre intérêt économique et préservation de la biodiversité.

Le logo de la société est un oryx d'Arabie, décidé après la réussite du projet d'élevage conservatoire de cette espèce entrepris par la société en 1962.

## Dates importantes
- 1903 - Première publication du journal de la société, précurseur de Oryx - Le Journal International de la Conservation
- 1962 - Operation Oryx est un plan de sauvetage de l'oryx d'Arabie, à travers un programme d'élevage conservatoire, suivi d'un réintroduction dans la nature en Jordanie, Oman et Arabie Saoudite. Ce fut la première réussite mondiale d'élevage conservatoire suivi de réintroduction d'une espèce menacée.
- 1966 - Peter Scott, président de la Commission de la sauvegarde des espèces de l'UICN, devient directeur de FFI et conçoit les Livres Rouges, une étude systématique de toutes les espèces menacées.
- 1971 - Lancement du 100% Fond (maintenant Flagship Species Fund), mis en place pour soutenir les projets à petite échelle où une action urgente de conservation est nécessaire.
- 1972 - La société démarre la World Conference on Breeding Endangered Species in Captivity as an Aid to their Survival à Jersey, le premier colloque scientifique sur l'élevage conservatoire